# Tymbrale
Taxons concernés
La tymbrale, parfois orthographiée timbrale, est un nom local donné à plusieurs oiseaux de petite taille de la sous-famille des Perdicinae, s'apparentant à la caille ou à la perdrix.

## Étymologie
L'appellation de cet oiseau proviendrait du patois régional de la Loire.

## Mode de vie
Le nom de cet oiseau est généralement usité dans les départements de l'Ardèche et de la Loire. Les tymbrales sont le plus souvent visibles lors des intempéries.

## Menace de disparition
Les tymbrales sont des proies de choix pour les chasseurs. En effet, ce type d'oiseaux est un gibier recherché.